# Albrecht von Wallenstein
Pour les articles homonymes, voir Wallenstein (homonymie).
Albert-Venceslas Eusèbe von Wallenstein ou Waldstein (en allemand Albrecht Wenzel Eusebius von Waldstein et en tchèque Albrecht Václav Eusebius z Valdštejna), né le 24 septembre 1583 à Hermanitz sur l'Elbe et mort le 25 février 1634 à Eger, est un homme de guerre de la noblesse bohémienne ; il a été le plus fameux condottiere au service du Saint-Empire romain germanique pendant la guerre de Trente Ans, devenu généralissime des armées impériales, duc de Friedland (en), de Sagan et de Mecklembourg.

## Biographie

### Années de formation
Albert-Venceslas Eusèbe dit « Wallenstein » est né le 24 septembre 1583 à Hermanitz sur l’Elbe. Il était issu de la vieille lignée tchèque des comtes de Valdštejn. Le grand-père de Wallenstein, Georg von Waldstein, avait proclamé en 1536 sur ses terres la foi protestante, et avait en 1546 rejoint la ligue des princes contre l'empereur Charles Quint. Le père de Wallenstein, le baron Guillaume IV von Waldstein (de la maison de Horzicz-Arnau), capitaine général de l'arrondissement de Königgrätz, avait épousé la baronne Margaretha Smirziczky von Smirzicz (1555–1593).
Georg, cinquième fils de sa fratrie, n'avait fait qu'un modeste héritage ; sa femme, la baronne Margaretha von Smiřický (de) était d'une noblesse aussi ancienne que celle de Wallenstein. De ses sept enfants, seules deux filles et son fils benjamin Albert-Venceslas lui survécurent. Hermanitz, le fief de Georg von Valdštejn, n'était à vrai dire qu'une terre fort modeste, dont les revenus suffisaient à peine à faire vivre la famille, mais comme beaucoup de détails ayant trait à la vie de Wallenstein, l’hagiographie lui donna par la suite une importance exagérée. Wallenstein ayant le tchèque pour langue maternelle, c'est son précepteur Hans Graf qui lui enseigna l'allemand. Wallenstein l'éleva plus tard à la noblesse héréditaire en le faisant Freiherr von Ehrenfeld.
La mère de Wallenstein mourut le 22 juillet 1593, son père le 25 février 1595, les deux furent inhumés à Hermanitz. Albrecht, orphelin à 11 ans, fut bénéficiaire de l'héritage qui, outre la terre familiale de Hermanitz, consistait en une somme considérable d'or, d'argent et de bijoux. L'exécuteur testamentaire, Henri Slavata von Chlum und Koschumberg (de), un parent de sa mère, recueillit Albert dans son château de Koschumberg, où, comme il l'avait fait pour son propre fils, il confia son éducation aux Frères tchèques.
À l'automne 1597, Henri von Schlum envoya son pupille poursuivre son éducation à l’école de latin de Goldberg-en-Silésie puis, au milieu de l'été 1599, à l’Université protestante d’Altdorf ; mais Wallenstein dut s'enfuir de cette ville dès le mois d'avril 1600, après avoir été mêlé à plusieurs exactions et, dans un accès de fureur, avoir laissé pour mort son serviteur.
Entretemps son tuteur était décédé, et Wallenstein entreprit jusqu'en 1602 un Grand Tour, dont on ne sait pratiquement rien. Il aurait fréquenté les universités de Padoue et de Bologne ; un séjour en Italie est vraisemblable car il était réputé pour sa culture et sa maîtrise de la langue italienne.

### Au service des princes
(décembre 2018).
Vers 1603, Wallenstein entra comme écuyer au service du margrave Charles de Burgau. Il ne passa guère plus de deux années au château d'Ambras, près d'Innsbruck. Au cours de cette période, Wallenstein se convertit au catholicisme, ce qui n'avait alors rien d'extravagant. On ignore au juste quand cette conversion eut lieu ; selon les sources, cela va de 1602 à l'automne 1606. La légende de Wallenstein situe à l’année 1602 une expérience personnelle : dans un moment de désœuvrement, endormi à une fenêtre du château d'Ambras, il aurait basculé dans le vide et aurait survécu miraculeusement à cette chute. Le comte von Khevenhüller rapporte que ce miracle aurait poussé Wallenstein à la conversion, convaincu qu'il avait été sauvé par la providence de la Vierge Marie. Ce qui milite encore en faveur de l'année 1602, c'est que cette année-là l'église de Heřmanice fit consacrer une nouvelle cloche, sur laquelle étaient gravés deux versets en langue tchèque, que l'on trouve dans les bibles catholiques, mais pas dans celle des Frères tchèques. En outre, cette cloche est ornée des figures de la Vierge Marie et de Marie-Madeleine : de telles images seraient incongrues pour un fidèle protestant.
Au début du mois de juillet 1604, Wallenstein, sur recommandation de son cousin Adam von Waldstein, maître des écuries impériales, reçut un brevet d’enseigne dans un régiment de lansquenets tchèques, dépêché en Hongrie sur ordre de l'empereur Rodolphe II. L'armée, qui avait combattu en 1604 les hussites hongrois, était commandée par le lieutenant général Giorgio Basta. Au cours de cette campagne, Wallenstein apprit les tactiques des hussards de Transylvanie, et put étudier de près l'art du maître de l’artillerie impériale, le colonel de Tilly, alors âgé de 45 ans. Cette campagne prit fin prématurément par suite des rigueurs de l'hiver, et l'armée prit ses quartiers au nord de Kaschau, en Haute-Hongrie. Wallenstein, promu capitaine, reçut une grave blessure aux mains lors d'escarmouches autour du camp.
Les quartiers d'hiver de l'armée étaient misérables, et il n'était guère possible de s'y faire soigner : aussi le général Georges Basta décida-t-il d'envoyer une délégation à Prague, pour lever des subsides, et obtenir des soins pour ses troupes. Wallenstein fut choisi pour représenter les lansquenets et s'acquitta de sa mission malgré ses blessures. Mais son voyage, à travers le col des Hautes Tatras et les deux Silésies, tourna au calvaire : ses troupes, décimées, désertèrent. Wallenstein passa l'hiver à Prague, miné à son tour par l'épuisement et la « fièvre hongroise », une forme de typhus. Au début de l'année 1605, les chambres souveraines de Bohême décidèrent de dissoudre l'armée du général Basta. Le 4 février, elles chargèrent Wallenstein de mener à bien le désarmement de la troupe.
Après la démobilisation des troupes de Bohême, le Parlement de Bohême nomma Wallenstein colonel d'un régiment de lansquenets allemands. Cependant la paix avec la Hongrie obtenue par Matthias, le frère de l'empereur Rodolphe, interrompit brutalement les espoirs militaires de Wallenstein. Il alla donc solliciter de l'empereur Rodolphe une lettre de recommandation auprès du stathouder des Pays-Bas espagnols, l'archiduc Albert d'Autriche (1559-1621) ; mais finalement le 4 avril 1607, il se mit au service de l'archiduc Matthias, en tant que chambellan.
Wallenstein passa ainsi toute l'année 1607 à la cour du duc, à Vienne. On ignore s'il prit part aux préparatifs de campagne de Matthias contre son frère. En 1608, Matthias marcha sur Prague et contraignit son frère Rodolphe à renoncer à la couronne de Hongrie, et à ses possessions d'Autriche. Rodolphe, qui conservait encore la Couronne du Saint-Empire et le Royaume de Bohême, dut reconnaître la liberté confessionnelle, par la fameuse lettre de majesté du 9 juillet 1609. Il l'a sans doute signée sous la pression de l'armée du Parlement de Bohême, commandée par Heinrich Matthias von Thurn.

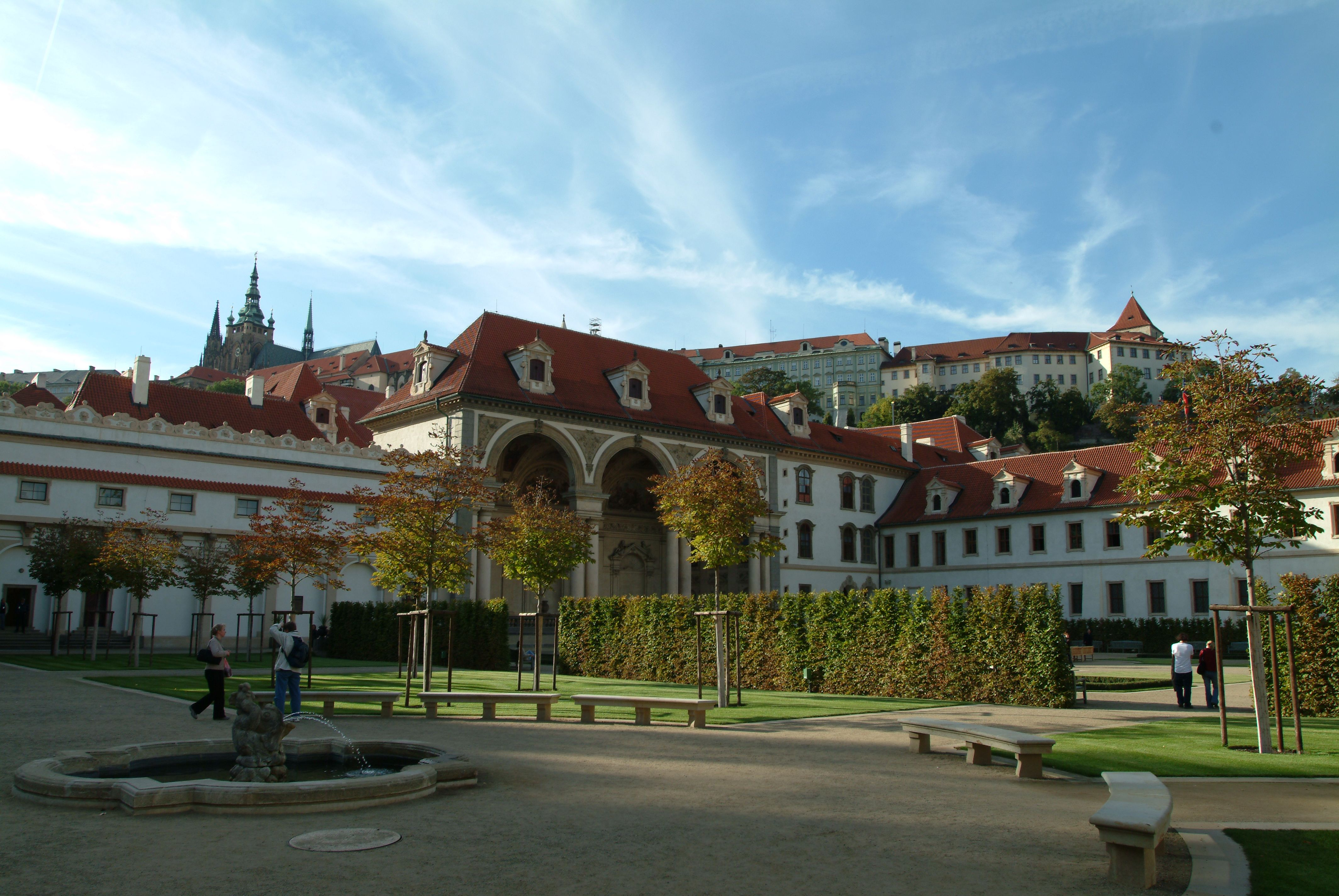
Salla terrena du palais Wallenstein et jardins.

Wallenstein, quoiqu'il fût alors de la suite de l'archiduc Matthias, ne parut pas publiquement pour l'occasion. Il épousa en 1609 Lucrecia Nekšová z Landek, héritière des seigneurs de Vsetín, qui lui apporte en dot le château et les domaines attenants.
C'est à cette époque, vers 1608-1609, qu'il commande son horoscope à Johannes Kepler qui le lui établit. Wallenstein réitère sa demande en 1624, Kepler le lui délivre en janvier 1625.
Aimant le raffinement italien, l'art, entre autres l'architecture et la sculpture, il fit construire le splendide palais Wallenstein dans la Malá Strana à Prague. À cette fin, il acquit des terrains au bord de la Vltava dont il fit raser les habitations et fit entamer des travaux qui s'étalèrent de 1625 à 1629. Féru d'astrologie au point d'en dépendre sur le plan de la prévision, il fut cependant un homme d'affaires de génie. Il eut sous ses ordres 300 vassaux et posséda le quart des territoires de Bohême. Dans le territoire de Friedland, il força l'admiration en redressant l'économie. Des artisans italiens, des armuriers, et bien d'autres, vinrent enrichir cette terre, qui devint convoitée.

### Au service de l'empereur

#### Formation d'une armée
Après avoir financé un régiment pour le futur empereur Ferdinand II, Wallenstein vit plus grand et décida en 1623 de créer une armée pour l'empereur. C'est là que débuta son premier généralat, qui dura de 1625 à 1630. À la même époque, il reçut de l'empereur le duché de Friedland, et fut par là-même élevé, en septembre 1623, au rang de prince-électeur héréditaire. Un document impérial en date du 7 avril 1625 le nomme Capo über alles kaiserliche Volk. En juin 1625, l'empereur annonça la création d'une armée de 24 000 hommes et lui en confie le commandement. En juillet 1625, Wallenstein reçut par lettre patentes de Ferdinand II l'autorisation de nommer lui-même ses officiers et de prélever le butin lors de ses conquêtes. Son armée, forte initialement de 15 000 fantassins et 6 000 cavaliers, allait croître progressivement pour approcher les 50 000 hommes début 1627. Pour l'entretenir, Wallenstein s'appuya sur l'impôt direct en Bohême et sur l'impôt et les revenus imposés aux territoires qu'il occupait : ainsi, il ne dépendait pas des finances impériales et pouvait ainsi accorder à ses hommes une solde supérieure à la moyenne, attirant vers son armée les meilleurs officiers.
Cette armée lui coûtait cher, malgré les dividendes qu'il sut tirer de ses terres. Pour éviter la dissolution de son armée, il engagea celle-ci dans le duché de Brunswick en juillet 1625. Son espoir était de préserver ses riches terres personnelles en faisant du butin dans les territoires ennemis pour financer son armée. C'était un gestionnaire plus qu’un militaire, qui sut s'entourer de valeureux capitaines, comme von Pappenheim. Une autre source de financement de ses campagnes et de son train de vie était le financier Hans de Witte de Prague qui organisa une dévaluation de la monnaie en Bohême, les bénéfices de l'opération revenant à de Witte qui prêta alors de l'argent à Wallenstein. Cependant, Wallenstein ne pouvait rembourser de Witte qu'avec les impôts qu'il levait en terrain conquis : ceux-ci se tarissant, de Witte ne parvint plus à accorder de crédits et finit ruiné.

#### Campagnes

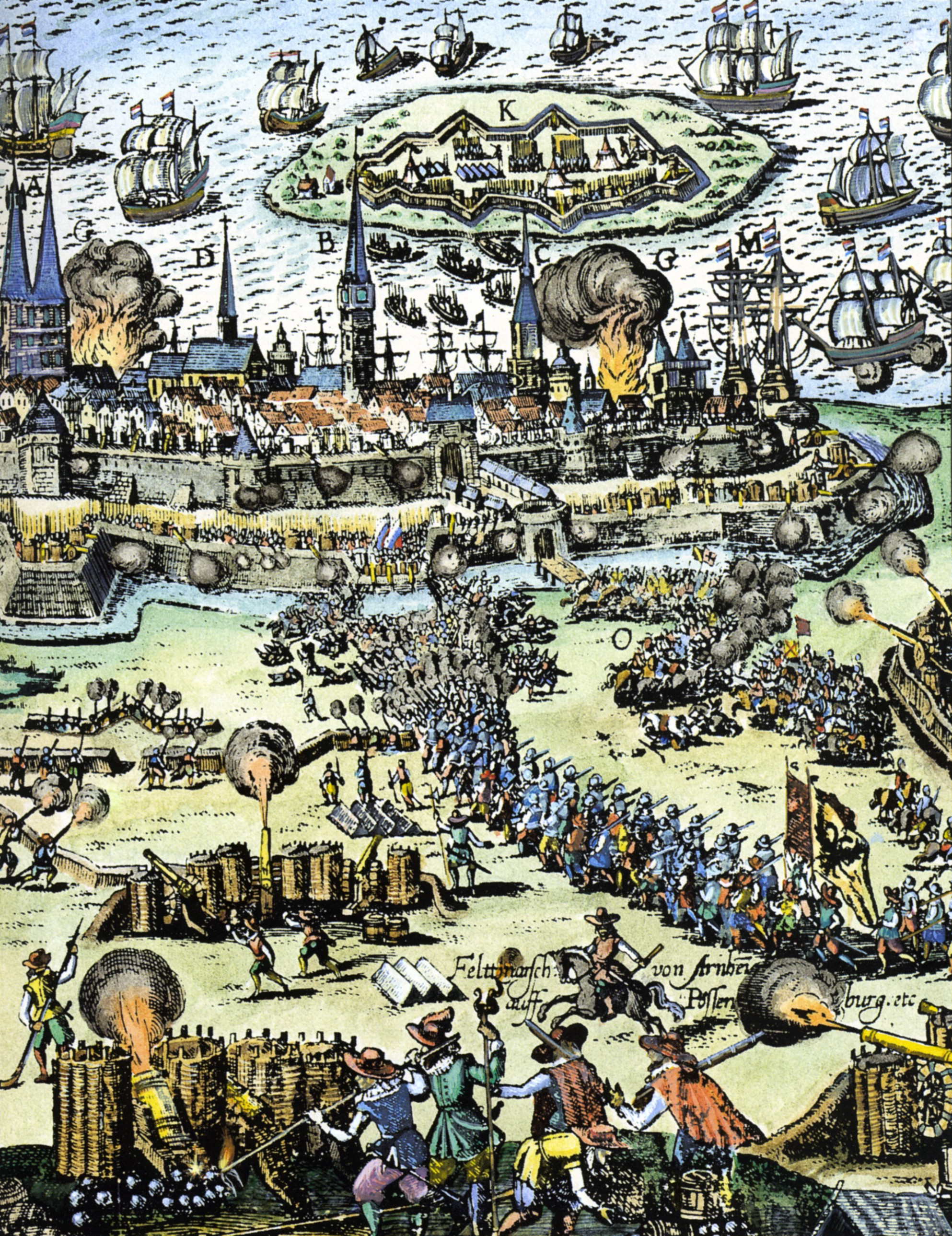
Le siège de Stralsund par Wallenstein — gravure de Frans Hogenberg, datée d'après 1628.

Wallenstein accomplit quelques coups d'éclat pendant la guerre de Trente Ans qui en firent, selon Henry Bogdan, « l'un des meilleurs chefs de guerre de son temps ». Il était déjà intervenu en amenant de la principauté épiscopale de Passau mille cavaliers en renfort des troupes catholiques lors du siège de Vienne par le protestant von Thurn, un des principaux meneurs de la révolte en Bohême. Mais ce fut l'entrée en guerre du Danemark contre l'empire catholique qui allait permettre à l'armée récemment levée par Wallenstein, de jouer un rôle quand le roi danois Christian IV entreprit une offensive au début de l'année 1626 : le 25 avril 1626, Wallenstein infligea une lourde défaite à l'armée d'Ernst von Mansfeld lors de la bataille de Dessau pendant que Tilly affrontait l'armée de Christian IV et la défit en août à la bataille de Lutter. Wallenstein se mit à la poursuite de Mansfeld qui rejoignait la Bohême pour trouver soutien auprès du prince de Transylvanie Gabriel Bethlen. Celui-ci échoua à arrêter l'avancée de Wallenstein à Érsekújvár, Wallenstein tenta de l'affronter en Hongrie, mais sans succès, car Bethlen retira ses troupes et conclut une trêve avec l'empereur Ferdinand. Mansfeld, lui, mourut lors de sa retraite.
Même si les succès de Wallenstein, la puissance de son armée, le luxe dont il s'entourait et la prodigalité de l'empereur à son égard suscitaient une hostilité grandissante, tant dans l'entourage de Tilly qu'à la cour à Vienne ou en Bavière où l'électeur Maximilien voyait dans cette armée imposante une menace pour la prééminence de son duché au sein de l'empire, l'empereur lui confirma sa confiance en novembre 1626. Wallenstein, quand il ne sillonnait pas l'empire avec ses troupes, ne se privait d'ailleurs pas de mener grand train dans son palais à Prague, merveille baroque entourée de jardins, qui accueillait sa cour personnelle. Il avait par ailleurs depuis 1623 le projet de faire de Jičín la capitale de son duché de Friedland (en). La colère de Maximilien de Bavière ne décrut pas quand Wallenstein, qui avait déjà obtenu le duché de Sagan en 1627, obtint en 1628 le duché de Mecklembourg, aussi Ferdinand accorda en compensation au duc de Bavière l'électorat héréditaire.
En janvier 1628, lui et Tilly envahirent le Jutland ; Wallenstein échoua au siège de Stralsund (en), mais battit les Danois à la bataille de Wolgast. La conclusion de la Paix de Lübeck qui s'ensuivit permit à Ferdinand d'écarter le royaume danois de Christian IV de l'empire et de retirer aux princes protestants un de leurs soutiens.
Au cours de l'année 1629, les effectifs de l'armée de Wallenstein stationnée en Allemagne du nord s'élevèrent à 129 000 hommes et 18 000 cavaliers : outre les prélèvements forcés et les violences sur la population civile qu'exerçait cette armée en terrain conquis, son entretien était un poids financier considérable pour l'empire, et la rivalité avec Tilly s'exacerbait. À la même période, les princes-électeurs accentuèrent alors leurs efforts pour évincer Wallenstein.

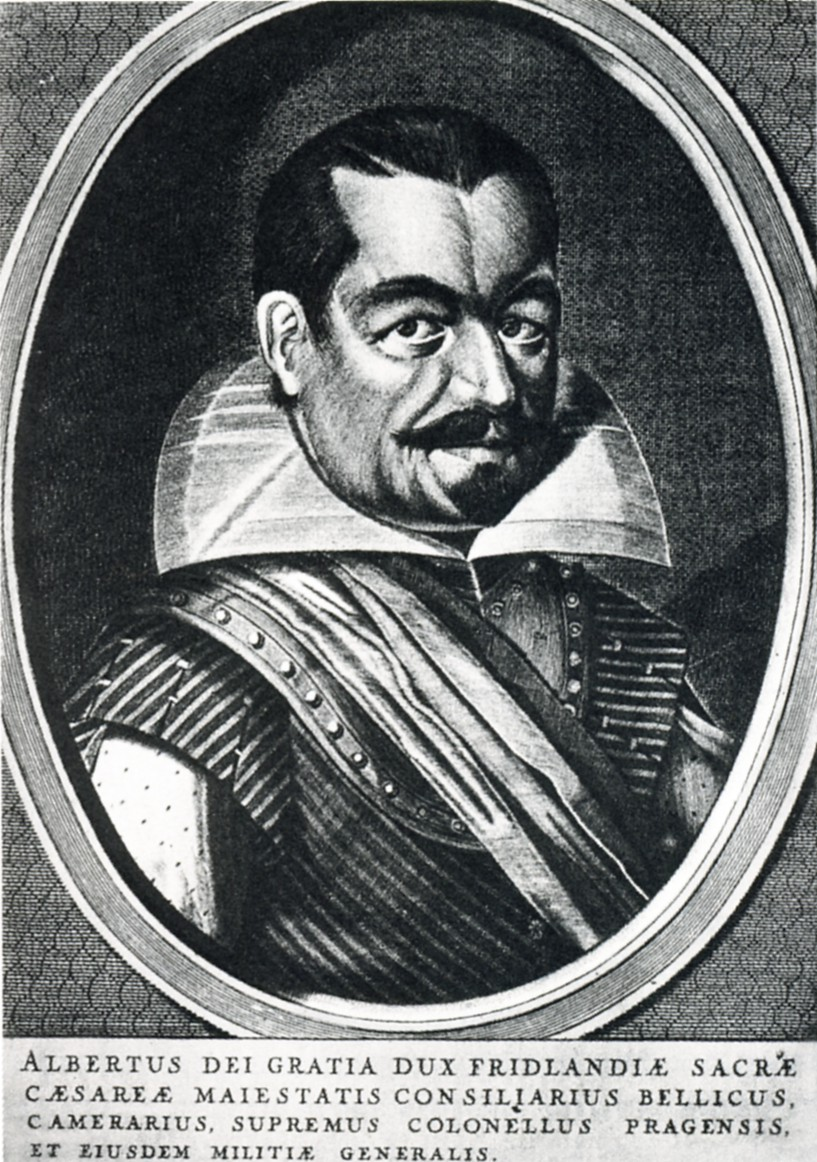
Wallenstein par Hendrik Hondius l'Ancien, gravure vers 1625-1628.
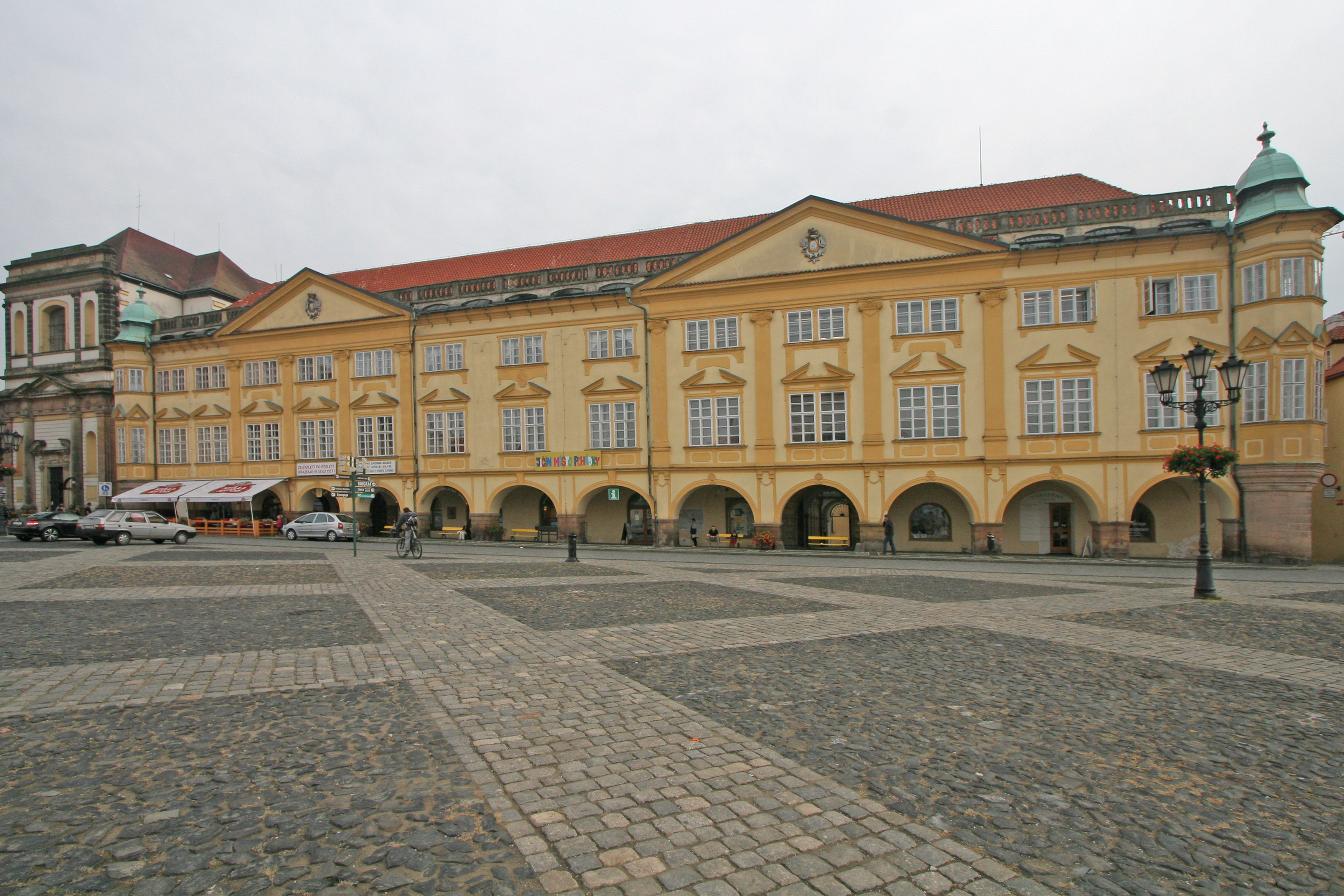
Palais de Wallenstein à Jičín.
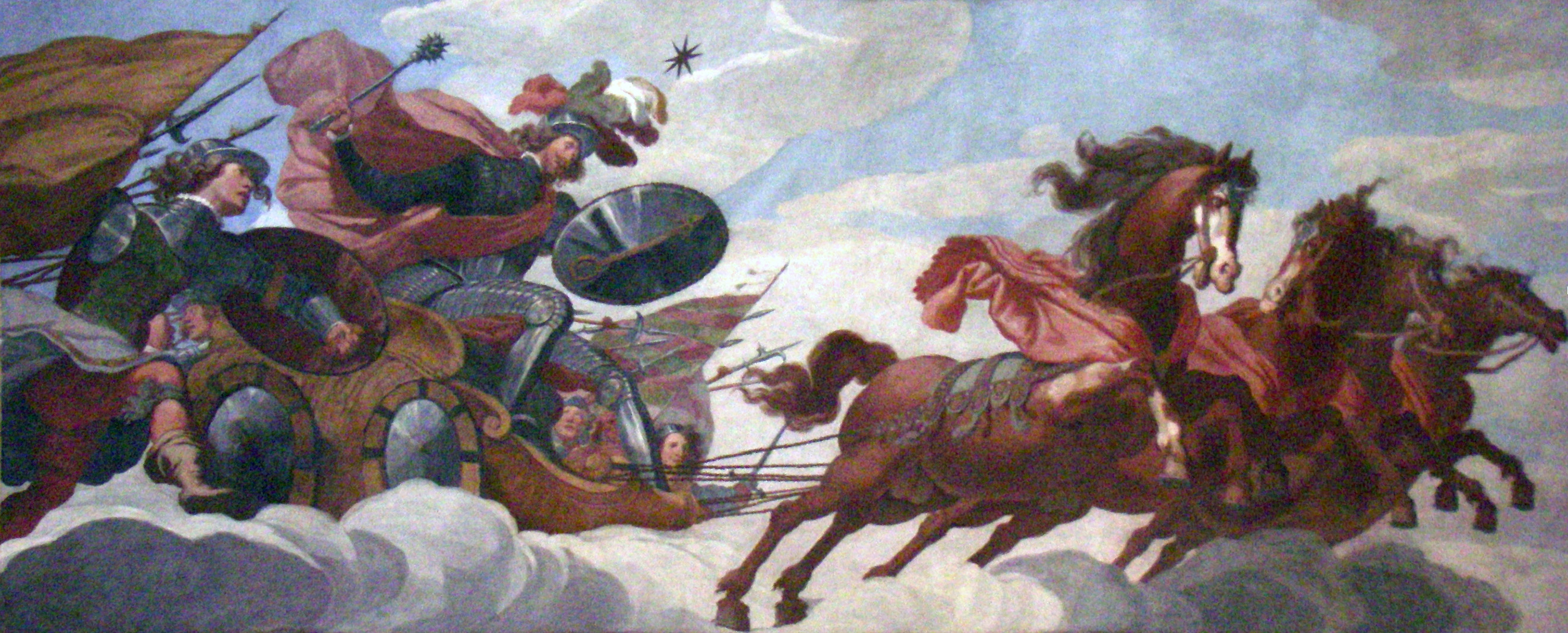
Wallenstein s'est fait représenter en dieu Mars sur le plafond du hall d'entrée de son palais de Prague — œuvre de Baccio del Bianco.
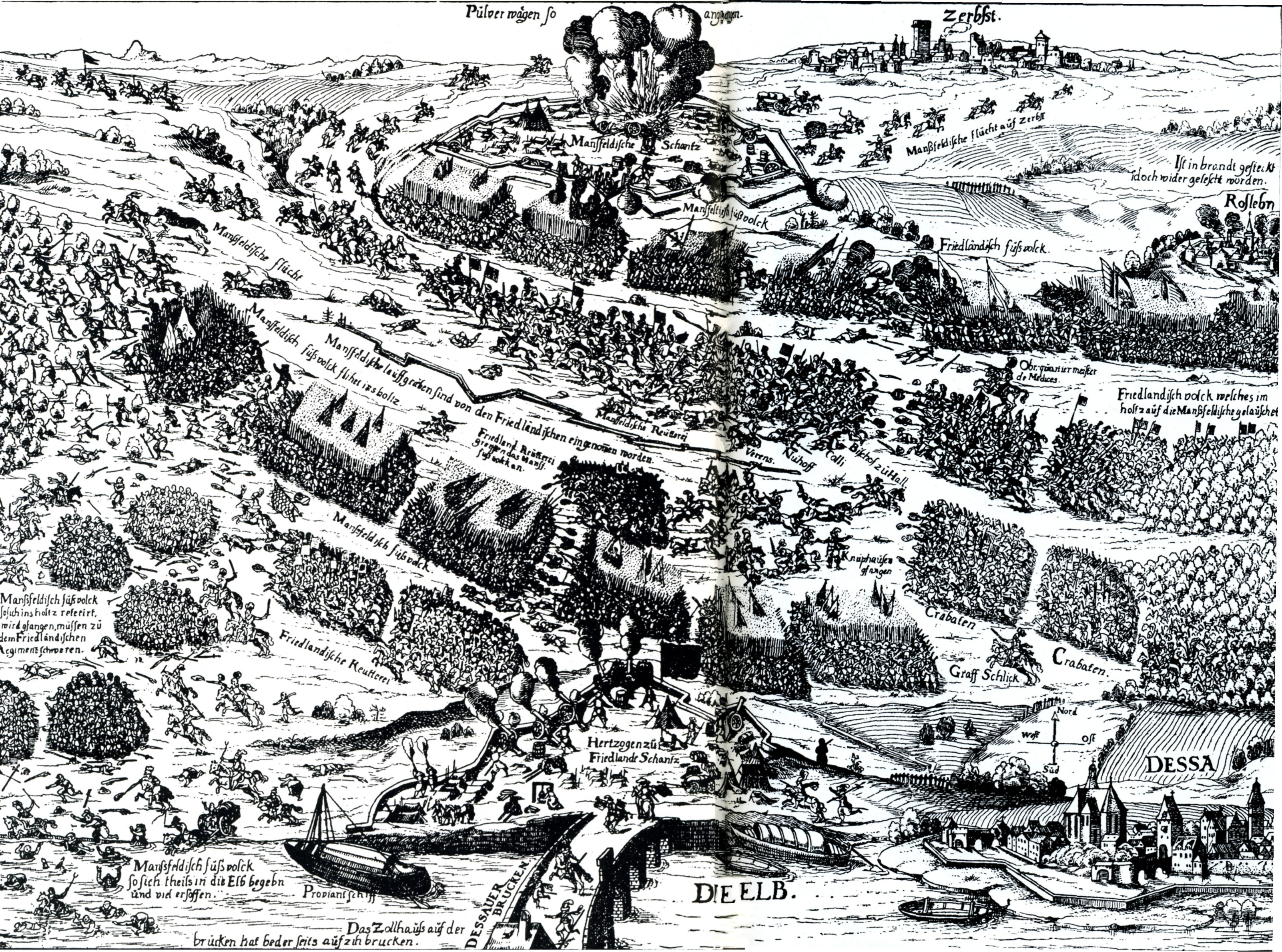
Bataille du pont de Dessau, gravure d'un tract, 1626.
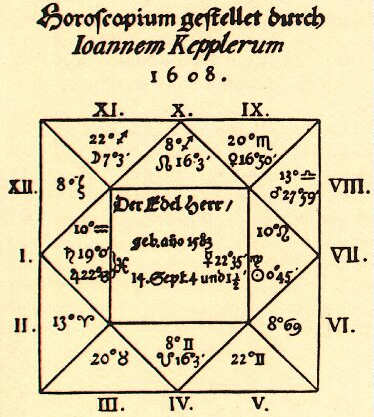
Extrait du premier horoscope que Johannes Kepler établit pour Wallenstein vers 1608.
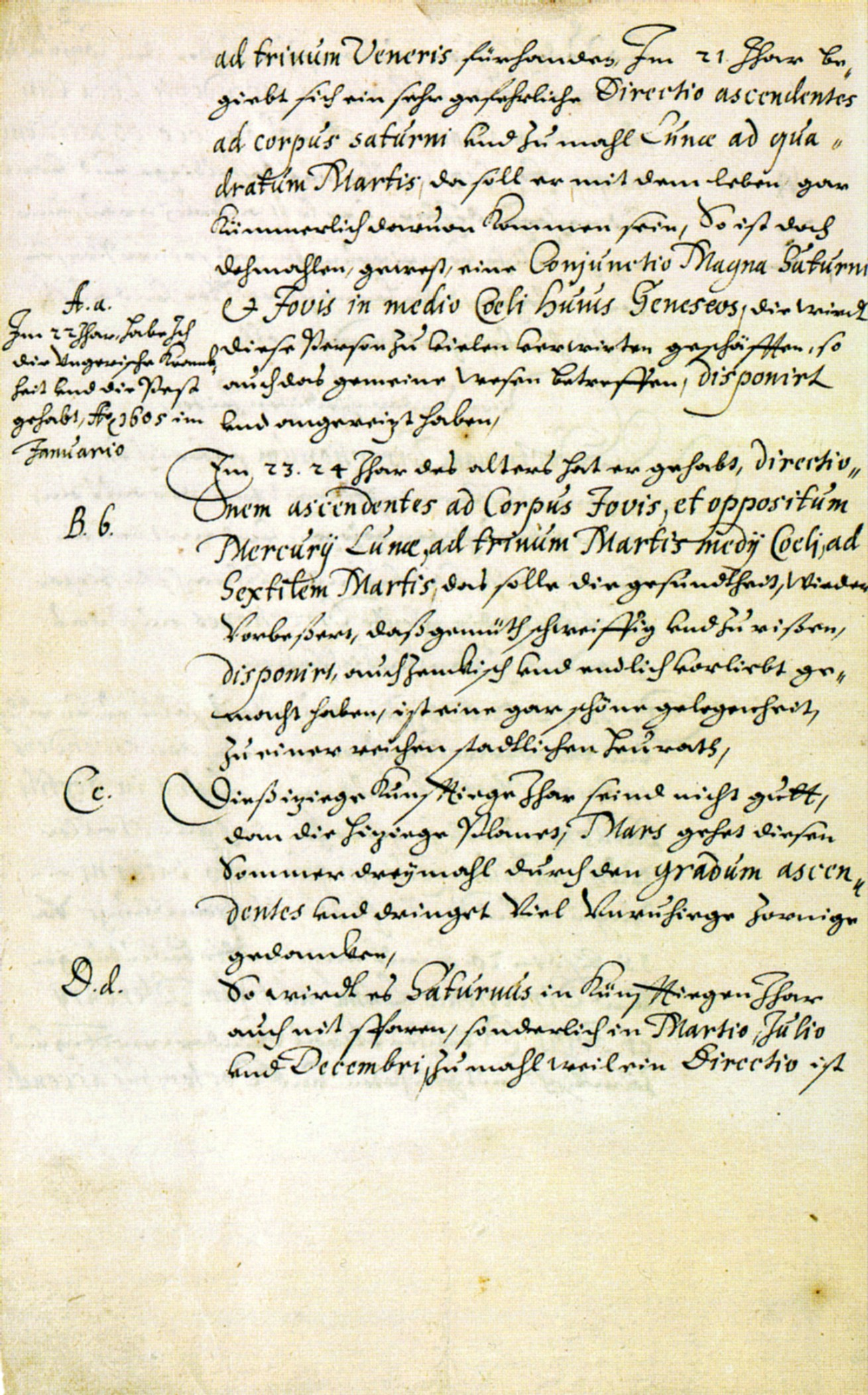
Extrait du premier horoscope de Kepler ; les notes en marge sont de la main de Wallenstein.
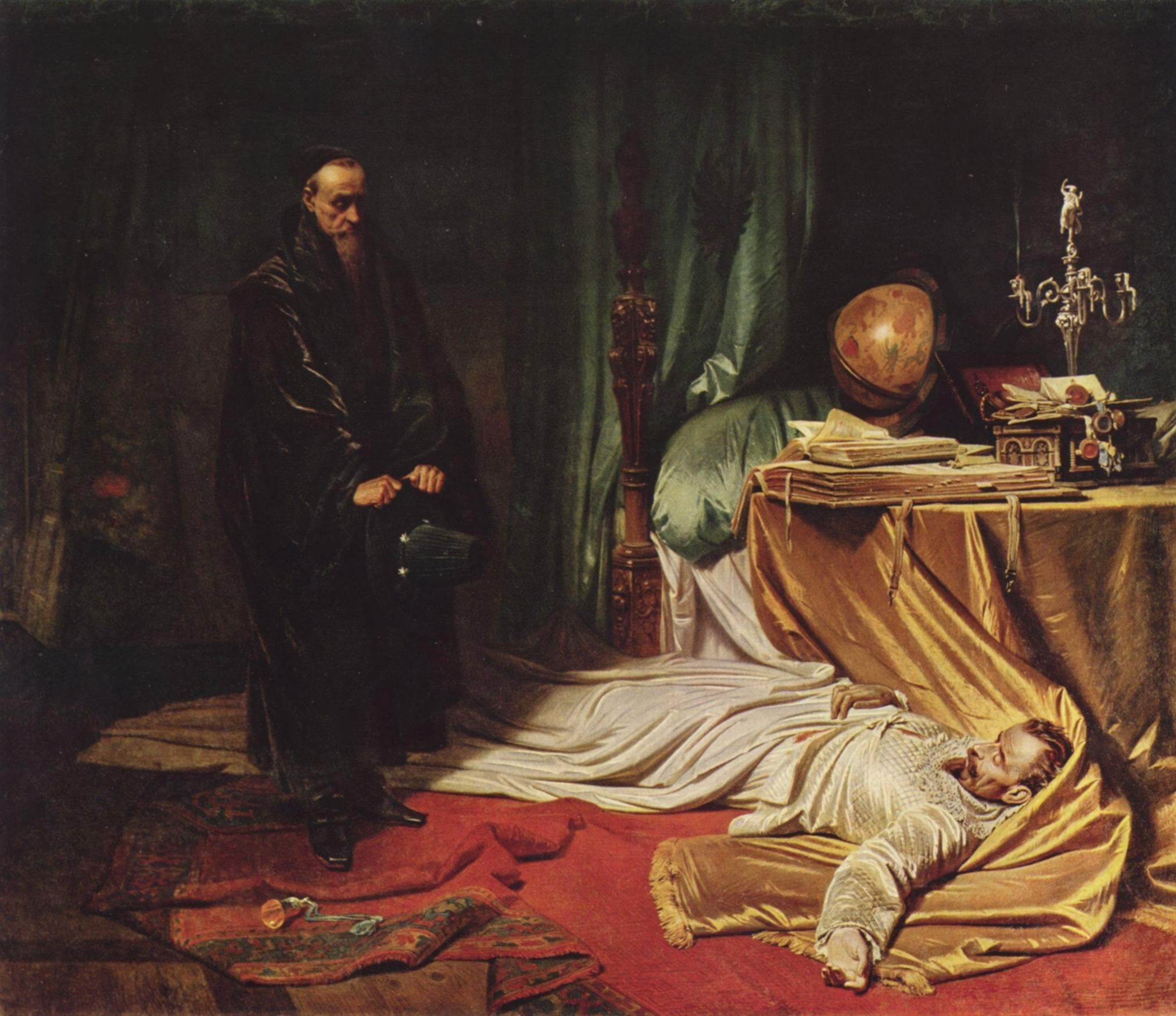
Seni devant le corps de Wallenstein, tableau de Karl von Piloty, 1855.

#### Disgrâce, second généralat
En 1630, de juillet à novembre, se réunit la Diète de Ratisbonne (en), l'assemblée des princes-électeurs du Saint-Empire qui se tenait en l'absence de Diète d'Empire dont la dernière assemblée remontait à 1613 : l'empereur accepta de congédier Wallenstein sous la pression des princes, au premier rang desquels Maximilien de Bavière, qui redoutaient que l'action de Wallenstein consolidât le pouvoir impérial aux dépens du leur, mais aussi encouragés par les Français par l'entremise du père Joseph, éminence grise de Richelieu, pour qui l'affaiblissement de Wallenstein équivalait à soutenir le roi de Suède Gustave Adolphe. Wallenstein se rendit alors dans sa principauté de Friedland et y demeura jusqu'à ce que Ferdinand le rappelât en décembre 1631 pour faire face aux victoires remportées par les Suédois : lors de ce second généralat, Wallenstein réussit alors à remettre sur pied une armée pour contrer l'invasion qui se profilait. En 1632, il fit face aux Suédois à la bataille d'Alte Veste, puis à la bataille de Lützen : il dut alors battre en retraite et se retirer en Bohême, mais le roi suédois Gustave Adolphe trouva la mort lors des combats.

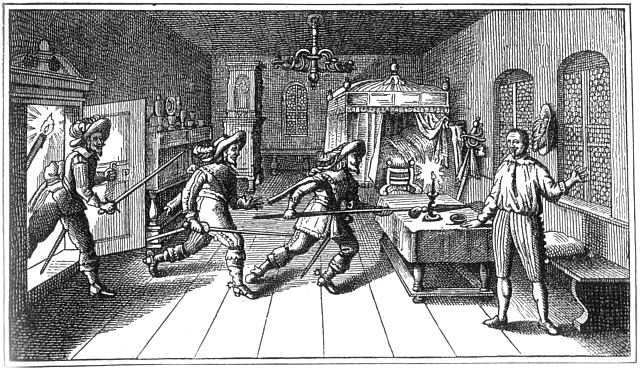
L'Assassinat de Wallenstein, gravure anonyme du XVIIe siècle.

### Mort
Retiré en Bohême, rongé par l'incertitude et les superstitions, accompagné de docteurs et d'astrologues, il mena un jeu ambigu, négociant avec tous les belligérants, Suédois, Saxons, Français. Ses buts demeurent obscurs : se faire élire roi de Bohême ? Rétablir la paix ? Toujours est-il qu'il s'isola de plus en plus. Il tomba en disgrâce au début de l'année 1634 après avoir adressé à son état-major de Plzeň une déclaration leur demandant de lui jurer fidélité sans mentionner l'obligation de rester fidèle à l'empereur. Ferdinand démit Wallenstein de ses fonctions à la tête de l'armée le 24 janvier 1634, un procès pour trahison fut instruit en secret et décida de sa capture ou sa mise à mort. Le 25 février 1634, à la forteresse d'Eger a lieu l'assassinat d'Eger (en). Quatre partisans de Wallenstein, Christian von Ilow (en), Trčka, Kinksý (en) et le Rittmeister Niemann sont invités par les officiers John Gordon, Walter Leslie (en) et Walter Butler (en) : les quatre sont tués par des soldats sous les ordres des capitaines Géraldin et Walter Devereux. Plus tard en soirée, des soldats du régiment de Butler commandés par Devereux assassinent Wallenstein, alité dans sa chambre car malade, à l'aide d'une pertuisane. Pour son action, John Gordon est rémunéré à hauteur de 120000 florins. Les biens de Wallenstein furent alors confisqués par l'empire, la plus grande partie étant allouée au commandement de l'armée impériale sous les ordres du général Matthias Gallas.
Malgré ses erreurs, il fut le véritable fondateur de l'armée autrichienne. Il finança ses opérations militaires par le système des contributions de guerre. Toutefois sa politique, incompatible avec les libertés germaniques, suscita dans l'Empire des haines mortelles, qui le conduisirent à sa perte.

## Dans les arts
La vie de Wallenstein a suscité un foisonnement de travaux historiques et littéraires, c'est d'ailleurs peu après sa mort que paraissent les premières biographies et pièces de théâtre : après la trilogie théâtrale Wallenstein de Friedrich von Schiller (1799), le mouvement se poursuit, au point qu'en 1910, plus de 2500 études ont déjà paru sur le sujet. Des historiens se consacreront à sa biographie, tels Leopold von Ranke (Geschichte Wallensteins, 1869), Hellmut Diwald (Wallenstein. Eine Biographie, 1969) ou Golo Mann avec son Wallenstein (de) (1971).
L'écrivain Alfred Döblin publie en 1920 Wallenstein (en), un roman historique critique se concentrant sur les figures de l'empereur Ferdinand et Wallenstein.
Jaromir Weinberger donne en 1937 son opéra Wallenstein, d'après la trilogie de Schiller.